# Øivind Nerhagen
Øivind Nerhagen (ur. 21 kwietnia 1958 w Trysil) – norweski biathlonista, brązowy medalista mistrzostw świata.

## Kariera
Największy sukces osiągnął w 1983 roku, kiedy wspólnie z Kjellem Søbakem, Eirikiem Kvalfossem i Oddem Lirhusem zdobył brązowy medal w sztafecie na mistrzostwach świata w Anterselvie. W tej samej konkurencji był też między innymi czwarty podczas mistrzostw świata w Lake Placid (1987) i mistrzostw świata w Oslo (1986). Indywidualnie najlepszy wynik osiągnął na mistrzostwach świata w Ruhpolding w 1985 roku, gdzie zajął 15. miejsce w biegu indywidualnym. Nigdy nie wystąpił na igrzyskach olimpijskich.
W Pucharze Świata zadebiutował w sezonie 1981/1982. Nigdy nie stanął na podium zawodów indywidualnych, kilkukrotnie zajmował miejsca w czołowej trójce w zawodach sztafet. Sztafeta Norwegii z Nerhagenem w składzie była między innymi pierwsza w zawodach Pucharu Świata 15 stycznia 1984 roku w Pontresinie.

## Osiągnięcia

### Mistrzostwa świata
| Rok  | Miejscowość | Konkurencje | Konkurencje | Konkurencje | Konkurencje | Konkurencje | Konkurencje | Konkurencje |
| Rok  | Miejscowość | IN          | SP          | PU          | MS          | RL          | MR          | SR          |
| ---- | ----------- | ----------- | ----------- | ----------- | ----------- | ----------- | ----------- | ----------- |
| 1983 | Anterselva  | 29.         | –           | nd.         | nd.         | 3.          | nd.         | –           |
| 1985 | Ruhpolding  | 15.         | –           | nd.         | nd.         | –           | nd.         | –           |
| 1986 | Oslo        | 28.         | 34.         | nd.         | nd.         | 5.          | nd.         | –           |
| 1987 | Lake Placid | 32.         | –           | nd.         | nd.         | 4.          | nd.         | –           |

### Puchar Świata

#### Miejsca w klasyfikacji generalnej
| Sezon     | Miejsce |
| --------- | ------- |
| 1981/1982 | ?       |
| 1982/1983 | ?       |
| 1983/1984 | 18.     |
| 1984/1985 | 21.     |
| 1985/1986 | 21.     |
| 1986/1987 | 26.     |

#### Miejsca na podium chronologicznie
Nerhagen nigdy nie stanął na podium indywidualnych zawodów PŚ.